# Gare de Neuenburg
La gare de Neuenburg, Bahnhof Neuenburg (Baden) en allemand, est une gare ferroviaire de la ville allemande de Neuenburg am Rhein (land de Bade-Wurtemberg).

## Situation ferroviaire
C'est une gare de la ligne à voie unique de Müllheim à Neuenburg, ville frontalière. Au-delà du Rhin, la ligne se poursuit vers Mulhouse.

## Histoire
En décembre 2012, réouverture de la liaison quotidienne régulière vers Mulhouse.

## Service des voyageurs

### Desserte
Réseau de la DB : RegionalBahn.

Réseau du TER Grand Est.